# Пак Чен Ир
Пак Чен Ир (кор. 박정일?, 朴正日?, 1896—1976) — советский рисовод, передовик сельскохозяйственного производства, Герой Социалистического Труда (1950).

## Биография
В 1900 году семья Пак Чен Ира переехала в Российскую империю в село Колендо Уссурийского уезда Дальневосточного края.
В 1929 году Пак Чен Ир переехал в Казахстан, вступил в колхоз «III Интернационал» Кармакчинского района Кзыл-Ординской области, где в 1929-1968 годах работал звеньевым. В 1949 году звено, руководимое Пак Чен Иром, собрало 101 центнер риса с гектара (на площади 5 га), в 1961 году — по 90 центнеров с гектара (на площади 60 га).
Пак Чен Ир внёс большой личный вклад в увеличение урожайности риса и расширение рисовых плантаций, первым применил прогрессивный способ внесения в посевы риса ударной дозы минеральных удобрений с помощью сельскохозяйственной авиации. В результате широкого внедрения механизации звено Пак Чен Ира в 1954-1964 годах давало самый дешёвый рис в стране.
Награждён двумя орденами Ленина, орденом Трудового Красного Знамени и медалями СССР.